# Apális-de-peito-amarelo
Apális-de-peito-amarelo  (Apalis flavida) é uma espécie de ave da família Cisticolidae.
Pode ser encontrada nos seguintes países: Angola, Benin, Botswana, Burkina Faso, Burundi, Camarões, República Centro-Africana, Chade, República do Congo, República Democrática do Congo, Costa do Marfim, Etiópia, Gabão, Gâmbia, Gana, Guiné, Guiné-Bissau, Quénia, Malawi, Mali, Moçambique, Namíbia, Nigéria, Ruanda, Serra Leoa, Somália, África do Sul, Sudão, Essuatíni, Tanzânia, Togo, Uganda, Zâmbia e Zimbabwe.
Os seus habitats naturais são: florestas secas tropicais ou subtropicais, florestas subtropicais ou tropicais húmidas de baixa altitude, savanas áridas e savanas húmidas.